# 兵庫県警察信用組合
兵庫県警察信用組合（ひょうごけんけいさつしんようくみあい）は、兵庫県神戸市中央区に本店を置く信用組合。
兵庫県警察の職員などを対象とした職域の信用組合である。

## 沿革
- 1956年3月 兵庫県警察職員信用組合として設立。
- 1984年5月 兵庫県警察信用組合に改称。

## 関係項目
- 日本の信用組合一覧